# Línea Ecobus (La Plata)
La línea Ecobus es una línea de colectivos diseñada para prestar servicio dentro del paseo del Bosque, en la ciudad argentina de La Plata, capital de la provincia de Buenos Aires. Se caracteriza por sus unidades 100% eléctricas diseñadas y elaboradas por la Facultad de Ingeniería de la Universidad Nacional de La Plata. El objetivo de esta línea fue brindar un servicio de transporte para los estudiantes, docentes y no docentes de las instituciones de la UNLP que se encuentran dentro del Bosque platense, ya que ningún medio de transporte público a combustión puede acceder a esta zona. El servicio es gratuito. Actualmente no funciona. 

## Recorridos
- Ciencias Astronómicas-Avenida Pereyra Iraola-Avenida 60(facultad de Medicina)
- Calle 50 y 115-facultad de Informática-calle 52- Facultad de Odontología.